# کود سبز

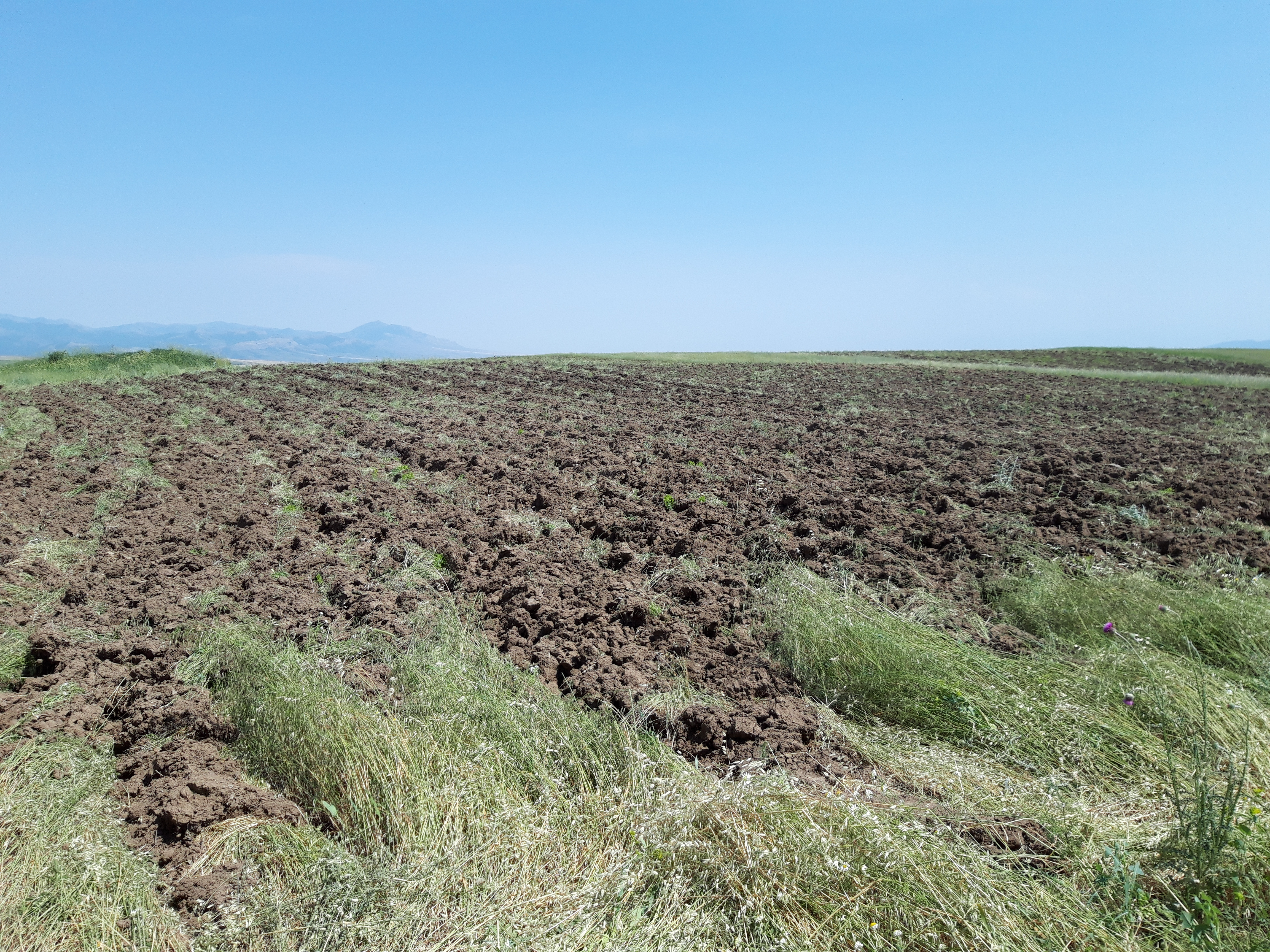
یک قطعه زمین کشاورزی پوشیده از کود سبز (گیاهان ریشه‌کن شده)

در کشاورزی، کود سبز (به انگلیسی: Green manure)، به گیاهانی گفته می‌شود که در گذشته ریشه‌کن شده‌اند و اغلب از پیش در زیر خاک قرار داده شده‌اند. این گیاهان در حال مرگ از نوع گیاهان پوششی هستند که عمدتاً برای اضافه کردن مواد مغذی و مواد آلی به خاک پرورش داده می‌شوند. نوعاً، یک گیاه که به‌عنوان کود سبز استفاده می‌شود، برای مدت خاصی پرورش داده می‌شود و سپس در حالی که سبز است یا کمی پس از گل دادن، شخم زده و با خاک ادغام می‌گردد. محصولات کود سبز عموماً با کشاورزی ارگانیک مرتبط هستند و برای سیستم‌های کشت سالانه که قرار است پایدار باشند، ضروری به حساب می‌آیند.

## کود سبز
یکی دیگر از راه‌های افزایش مادهٔ آلی خاک استفاده از کود سبز در تناوب کشت است. منظور از کود سبز شخم زدن گیاه در خاک پس از رشد کافی و بدون برداشت محصول است. اثر کود سبز بر ویزگی‌های فیزیکی خاک همانند کود حیوانی است، ولی کود سبز در عمل به خاک مواد غذایی اضافه نمی‌کند، بلکه آنچه را که طی رشد خود از خاک جذب کرده و در خود ذخیره نموده‌است به خاک برمی‌گرداند اما در صورتی که از گیاهان خانوادهٔ باقلاییان به‌عنوان کود سبز استفاده شود همۀ نیتروژن تثبیت‌شده را به خاک برمی‌گرداند. از سوی دیگر، کود سبز با جذب و ذخیرهٔ مواد غذایی در خود از شسته شدن آن‌ها جلوگیری می‌نماید. گیاهان به‌کاررفته به‌عنوان کود سبز بایستی اثرات فیتوتوکسینی بر رشد محصول بعدی نداشته باشد، فصل رشد کوتاهی داشته، تراکم بوته بالا را تحمل کند و رشد سبزینه‌ای زیادی داشته باشد، تا علاوه بر این‌که مقدار زیادی مادهٔ آلی به خاک می‌افزاید، پوشش کامل خاک را تأمین نماید. پوشش کامل خاک برای جلوگیری از فرسایش خاک و بازداری رشد علف‌های هرز ضرورت دارد؛ بنابراین اهداف کود سبز را می‌توان در افزایش مادهٔ آلی خاک، حفظ مواد غذایی خاک (و در صورت استفاده از گیاهان خانوادهٔ باقلاییان افزایش نیتروژن خاک)، جلوگیری از فرسایش خاک و مبارزه با علف‌های هرز خلاصه نمود. توجه به اهداف بالا روشن می‌سازد که کود سبز پیش از گیاهان وجینی در تناوب قرار می‌گیرد.

کود سبز در سیکل تناوبی فقط می‌تواند جایگزین آیش فصلی گردد. چنانچه طول آیش فصلی موجود برای تولید یک محصول کفایت می‌نماید، استفاده از کود سبز طی آن آیش فصلی مجاز نیست. نوع آیش فصلی (زمستانه یا تابستانه) که در شرایط کشت آبی توسط کود سبز جایگزین می‌شود به شرایط اقلیمی بستگی دارد. در نواحی اقلیمی که دارای زمستان سرد هستند، گیاهان وجینی (مانند چغندر قند، پنبه، ذرت و سیب‌زمینی) در بهار کاشته می‌شوند و آیش زمستانه می‌تواند توسط کود سبز اشغال گردد.
در آن نواحی اقلیمی که زمستان ملایم دارند، گیاهان وجینی ممکن است در پاییز (مانند چغندر قند و سیب‌زمینی) یا در بهار (مانند ذرت، پنبه و آفتابگردان) کاشته شوند و کود سبز می‌تواند محصولی تابستانه یا پاییزه (عکس دوران رشد محصول اصلی) باشد. مهم‌ترین گیاهانی که به‌عنوان کود سبز در کشت آبی ممکن است مورد استفاده قرار گیرند عبارت‌اند از خُلَّر، لوبیا روغنی، انواع لوبیا، چاودار، شبدر، جو و گندم سیاه. یونجه به‌عنوان کود سبز کاشته نمی‌شود، اما در صورتی که پس از حصول رشد کافی سبزینه‌ای به خاک برگردانده شود، بعضی از هدف‌های کود سبز را تأمین می‌کند. گیاهانی مثل گندم سیاه، چاودار و شبدر ایرانی به خوبی در خاک‌های فقیر رشد می‌کنند و در بهبود باروری و ساختمان خاک‌ها مؤثر هستند.
کود سبز را حداقل دو هفته پیش از کاشت محصول اصلی به خاک برمی‌گردانند. هرچه درصد مواد خشبی کود سبز بیشتر و ازت آن کمتر باشد، باید با فاصلهٔ زمانی طولانی‌تری از کاشت محصول اصلی به خاک برگردانده شود. در صورتی که از گیاهانی مثل یونجه یا شبدر به‌عنوان کود سبز استفاده می‌شود می‌بایستی ابتدا آن‌ها را با ماشین‌آلاتی مانند کولتیواتور پنجه‌غازی از پایین طوقه قطع نمود تا خشک گردند یا آن‌ها را با علف‌کش راند آپ یا توفوردی خشک کرد و ۳ تا ۴ هفته بعد از طوقه‌کن کردن یا تیمار با علف‌کش در وضعیت گاورو بودن خاک شخم شوند. در غیر این صورت، رشد دوبارۀ این گیاهان به وقوع پیوسته و به صورت علف هرز در خواهند آمد. هیچگاه نبایستی کود سبز را به‌عنوان علوفه برداشت یا مورد چرای دام قرار داد. این عمل باعث خروج مواد غذایی از خاک گشته و ممکن است رشد و عملکرد محصول بعدی را با مشکل مواجه کند. چرای دام یا یک برداشت مختصر علوفه از کود سبز هنگامی امکان‌پذیر است که کود شیمیایی کافی به خاک داده شود و آیش فصلی موجود، اجازهٔ رشد دوباره و کافی را به کود سبز بدهد.
به‌کارگیری کود سبز در شرایط دیم ایران به نواحی پرباران ساحل خزر محدود می‌شود. در این نواحی می‌توان از گیاهانی مانند جو و چاودار به‌عنوان کود سبز برای محصولات وجینی بهاره مانند پنبه، ذرت و آفتابگردان استفاده نمود. در این شرایط، کود سبز را می‌بایستی حدود یک ماه پیش از کاشت در خاک شخم زد تا پوسیدگی مناسبی اتفاق افتاده و رطوبت کافی برای رشد محصول اصلی در خاک ذخیره شود.

## بهترین زمان تهیهٔ کود سبز
بهترین زمان تهیهٔ کود سبز، پس از به گل رفتن گیاهان است.
گیاه کودی انتخاب‌شده باید در زمان گلدهی یا خوشه بستن به زیر خاک برده شود؛ زیرا پیش از این زمان، رشد و نمو قسمت‌های سبزینه‌ای گیاه کافی نبوده و از برگرداندن آن مادهٔ آلی زیادی به خاک افزوده نخواهد شد. کود سبز به منظور تقویت زمین از لحاظ مواد آلی غذایی مورد استفاده قرار می‌گیرد که بدین منظور گیاهان، برای مدت زمانی معین در مزرعه کاشته‌شده و پس از رشد کافی به زمین برگردانده می‌شوند.
از گیاهان زراعی گوناگون اعم از علوفه‌ای و بقولات مانند انواع شبدر، عدس، باقلا و … و همچنین گیاهان خودرو مانند ختمی، گل بنفشه، مَرغ و حتی بعضی از اجزای گیاهی مانند ساقه و برگ سیب‌زمینی و شلغم می‌توان به‌عنوان کود سبز استفاده کرد.

## گیاهان مناسب برای تهیهٔ کود سبز
1. دارای رشد سریعی بوده و مدت کوتاهی زمین زراعی را اشغال کنند.
2. پرشاخ و برگ، شاداب و سرشار از مواد غذایی باشند تا هم با سایهٔ خود مانع سبز شدن بذر علف‌های هرز شوند و هم زیر خاک بردن آن‌ها به سادگی انجام گیرد.
3. کم‌توقع بوده و برای حداکثر رشد خود به کود حیوانی یا شیمیایی کمتری احتیاج داشته باشند.
4. نیاز آبی آن‌ها بسیار کم باشد که این ویژگی در مناطق گرمسیری و خشک اهمیت بیشتری دارد.

## مزایای استفاده از کودهای سبز

### تأمین مادهٔ آلی
یکی از اثرات استفاده از کودهای سبز تأمین ماده آلی خاک است، به خصوص زمانی که کود حیوانی کافی در دسترس نبوده یا بقایای گیاهی به جا مانده در زمین به حدی نباشد که بتواند مقدار هوموس خاک را در حد مطلوبی نگاه دارد. پس از برگرداندن کود سبز در خاک، هم قسمت‌های هوایی و هم ریشه‌های آن پوسیده شده و مادهٔ آلی خاک را افزایش می‌دهد. کود سبز در زمین‌های سبک (شنی) ایجاد چسبندگی می‌کند و در زمین‌های سنگین (رسی) خاک را پوک و سبک می‌کند.

### افزایش ازت
کود سبز علاوه بر کربن آلی، مقداری ازت آلی به خاک اضافه می‌کند. این مقدار ازت بر حسب شرایط، ممکن است ناچیز یا قابل توجه باشد. برای مثال چنانچه یک گیاه لگومینه (گیاهان خانوادهٔ بقولات) به خاک برگردانده شود، با توجه به این‌که بیشتر این گیاهان در شرایط مساعد، آمادگی و قدرت جذب و تثبیت ازت آزاد هوا را دارند، احتمال افزایش ذخیرهٔ ازت خاک زیاد است، حال آن‌که با برگرداندن گیاهی غیرلگومینه به خاک فقط در شکل ازت اولیهٔ خاک تغییر حاصل شده (ازت معدنی به آلی تبدیل می‌شود) و در مقدار آن افزایشی به‌وجود نخواهد آمد.

### حفاظت خاک
در ماه‌هایی از سال که خطر فرسایش خاک وجود دارد، برای آن که خاک بی‌حفاظ نباشد، از یک گیاه پوششی استفاده می‌شود. این گیاهان در مناطقی که باران‌های زمستانه زیاد است از نشست خاک‌های سنگین و همچنین از فرسایش خاک‌های سبک جلوگیری می‌کند. این گیاهان در مناطق بادخیز با پوشاندن خاک، سرعت باد را در سطح کم کرده و خاک را در مقابل کنده شدن حفظ و در جای خود نگه می‌دارد. بهترین نمونه از گیاهان پوششی، چاودار زمستانه و یولاف بهاره است.

### تأمین مواد بیوشیمیایی خاک
کود سبز به‌عنوان مادهٔ غذایی مورد استفاده میکروارگانیسم‌های خاک قرار می‌گیرد و کربن دی‌اکسید، گاز آمونیاک، ترکیبات نیتراته و بسیاری از ترکیبات ساده و پیچیدهٔ دیگر را تولید کرده و مورد استفادهٔ گیاهان زراعی قرار می‌دهد.

## روش‌های کشت کودهای سبز
کودهای سبز را بر حسب شرایط مختلف می‌توان به‌طور کلی به دو صورت اصلی و فی‌مابین کشت کرد. از جمله مزایای انتخاب روش صحیح کشت این است که هم از فاصلهٔ زمانی موجود بعد از برداشت و کاشت گیاهان زراعی استفادهٔ بیشتر شده و هم از خاک و از رطوبت موجود در آن به‌طور کامل استفاده می‌برند و ادوات و ماشین‌آلات کمتری هم به‌کار گرفته می‌شد.
منظور از کشت اصلی آن است که مانند گیاهان زراعی، کود سبز هم در فصل معین و به صورت یک زراعت اصلی یا تنها کاشته شود. زمان کشت اصلی می‌تواند پاییز یا در بهار باشد. جز در مورد گیاهانی مثل ذرت، ذرت خوشه‌ای یا یونجه که در بهار کشت می‌شوند، کشت دیگر کودهای سبز در پاییز انجام می‌گیرد.
در مواردی که از کشت یک کود سبز نتیجهٔ مطلوبی به‌دست نمی‌آید، توصیه می‌شود که دو گیاه را به‌صورت مخلوط با هم به‌عنوان کود سبز کشت کرد. لازم است که این دو گیاه از نظر خصوصیات زراعی مثل رشد و نمو شاخه، برگ و ریشه و همچنین خصوصیات آب و هوایی و نیازهای غذایی هماهنگی خاصی با یکدیگر داشته باشند. بهترین مثال از کشت مخلوط یولاف و نخودفرنگی یا چاودار و ماشک است. کشت فی‌مابین در فاصلهٔ زمانی بین برداشت و کشت دو گیاه زراعی متوالی انجام می‌گیرد. اگر این کود سبز بعد از یک گیاه صیفی در اواخر تابستان یا اوایل پاییز کشت شده و دوران رشد آن تا زمستان یا حتی بهار سال آینده که زمین برای زراعت گیاه اصلی بعدی آماده می‌شود، ادامه یابد به آن‌ها کشت فی‌مابین زمستانه می‌گویند. مانند انواع غلات به خصوص جو، چاودار، ماشک گل خوشه‌ای، چچم ریشک‌دار، شبدر گل میخکی و…
اگر کود سبز در فاصلهٔ بین برداشت زراعت اصلی پاییزهٔ سال قبل و کاشت زراعت اصلی پاییزهٔ سال بعد کشت شود، به آن کشت فی‌مابین تابستانه می‌گویند. (کاشت در اواخر بهار و برداشت در اواخر تابستان یا اوایل پاییز) مانند انواع شبدر، شلغم، چغندر علوفه‌ای، ذرت خوشه‌ای و…

## شرایط برگرداندن کود سبز به زمین
بهتر است کود سبز را پیش از برگرداندن، غلتک زده و اگر طول ساقه‌ها بلند است، آن‌ها را درو کرد. در نتیجهٔ این عمل ساقه‌های بلند، روی زمین خوابیده و زیر خاک کردن آن‌ها به‌وسیلهٔ گاوآهن آسان‌تر صورت می‌گیرد. شخم باید در جهت خط غلتک انجام گیرد زیرا در غیر این صورت گیاه کاملاً دفن نشده و مقدار زیادی از آن در مجاورت هوا خشک شده و از بین می‌رود.
پس از شخم و دفن کود سبز باید زمین را نیز غلتک زد تا با مساعد شدن شرایط تهویهٔ زمین، پوسیدن کود تسریع شود. برای بهبود وضع تهویه در مناطق پرآب هم لازم است که زمین زهکشی شود.
در بعضی مواقع در صورت امکان می‌توان کود سبز را در جایی کاشته و پس از برداشت، آن را در جای دیگری به زیر خاک برد.